# Little Minnesota (rivière)
 (janvier 2016).
Si vous disposez d'ouvrages ou d'articles de référence ou si vous connaissez des sites web de qualité traitant du thème abordé ici, merci de compléter l'article en donnant les références utiles à sa vérifiabilité et en les liant à la section « Notes et références ».
La Little Minnesota est une rivière des États-Unis, de 115 km de longueur qui alimente le lac Big Stone qui donne ensuite la rivière Minnesota. Elle fait partie du bassin-versant du fleuve Mississippi.
Elle coule dans les états du Dakota du Sud et du Minnesota.

## Géographie
Le Little Minnesota prend sa source au Coteau des Prairies dans le comté de Marshall, Dakota du Sud près de la ville de Veblen et coule généralement vers le sud à travers le comté de Roberts, où il recueille deux petits affluents, Standfast Creek et la rivière Jorgenson. Près de la frontière du Minnesota, il passe à un mile du lac Traverse, une partie du bassin-versant de la baie d'Hudson dont il est séparé par une faible distance.
La rivière se jette dans le Minnesota dans la ville de Browns Valley et peu de temps après entre dans le Big Stone Lake connu comme le Traverse Gap; il a été formé par la rivière glaciaire Warren qui drainait le lac Agassiz (le lit du lac qui est maintenant la vallée de la rivière Rouge) vers la fin de la dernière des périodes glaciaires.